# PPTC7
PPTC7 (англ. PTC7 protein phosphatase homolog) – білок, який кодується однойменним геном, розташованим у людей на 12-й хромосомі. Довжина поліпептидного ланцюга білка становить 304 амінокислот, а молекулярна маса — 32 646.
| 10         |  | 20         |  | 30         |  | 40         |  | 50         |
| ---------- |  | ---------- |  | ---------- |  | ---------- |  | ---------- |
| MFSVLSYGRL |  | VARAVLGGLS |  | QTDPRAGGGG |  | GGDYGLVTAG |  | CGFGKDFRKG |
| LLKKGACYGD |  | DACFVARHRS |  | ADVLGVADGV |  | GGWRDYGVDP |  | SQFSGTLMRT |
| CERLVKEGRF |  | VPSNPIGILT |  | TSYCELLQNK |  | VPLLGSSTAC |  | IVVLDRTSHR |
| LHTANLGDSG |  | FLVVRGGEVV |  | HRSDEQQHYF |  | NTPFQLSIAP |  | PEAEGVVLSD |
| SPDAADSTSF |  | DVQLGDIILT |  | ATDGLFDNMP |  | DYMILQELKK |  | LKNSNYESIQ |
| QTARSIAEQA |  | HELAYDPNYM |  | SPFAQFACDN |  | GLNVRGGKPD |  | DITVLLSIVA |
| EYTD       |  |            |  |            |  |            |  |            |

A: Аланін

C: Цистеїн

D: Аспарагінова кислота

E: Глутамінова кислота

F: Фенілаланін

G: Гліцин

H: Гістидин

I: Ізолейцин

K: Лізин

L: Лейцин

M: Метіонін

N: Аспарагін

P: Пролін

Q: Глутамін

R: Аргінін

S: Серин

T: Треонін

V: Валін

W: Триптофан

Кодований геном білок за функціями належить до гідролаз, протеїн-фосфатаз. 
Білок має сайт для зв'язування з іонами металів, іоном магнію, іоном марганцю. 